# Orthosia inflava
Orthosia inflava là một loài bướm đêm trong họ Noctuidae.